# Lasse Larsson
Lars „Lasse“ Larsson (* 16. März 1962 in Trelleborg; † 8. März 2015) war ein schwedischer Fußballspieler. Der Stürmer, der zwischen 1984 und 1987 in neun Spielen für die schwedische Nationalmannschaft auflief, war später als Trainer tätig und arbeitete zeitweise auch als Fußballfunktionär.

## Werdegang
Larsson begann mit dem Fußballspielen bei IFK Trelleborg. Zur Erstliga-Spielzeit 1982 schloss er sich Malmö FF in der Allsvenskan an. Als Tabellenzweiter erreichte er mit der Mannschaft die Meisterschaftsendrunde, scheiterte dort jedoch im Semifinale an Östers IF. Im folgenden Jahr glänzte er als regelmäßiger Torschütze und führte bis zum Sommer mit neun Saisontoren die Torschützenliste der schwedischen Eliteserie an, ehe er sich zum Wechsel nach Italien zu Atalanta Bergamo entschied. Zudem hatte er sich durch seine Treffsicherheit in die schwedische Nationalmannschaft gespielt und debütierte am 6. Juni 1984 bei der 0:1-Niederlage gegen Dänemark im Nationaljersey. In seinem letzten Spiel in Schweden gegen Örgryte IS zog er sich einen Bänderriss im Knie zu.
Larsson fiel für die erste Hälfte der Spielzeit in Italien aus und konnte sich anschließend nicht in der Mannschaft von Atalanta durchsetzen. Daher kehrte er nach einer Spielzeit nach Schweden zurück und schloss sich erneut Malmö FF an. Unter Trainer Roy Hodgson dominierte er mit der Mannschaft die schwedische Liga und belegte an der Seite von Martin Dahlin, Jonas Thern, Stefan Schwarz und Roger Ljung regelmäßig den ersten Platz, einzig 1986 und 1988 triumphierte die Mannschaft auch in den Endrunden. In der Spielzeit 1987 trug er mit 19 Toren zum ersten Platz bei und krönte sich damit vor seinem Mannschaftskameraden Mats Magnusson und Thomas Lundin von Hammarby IF zum Torschützenkönig der ersten schwedischen Liga. 1992 verließ Larsson Malmö FF in Richtung seiner Heimatstadt und heuerte beim Trelleborgs FF an, bei dem er 1993 seine Karriere beendete.
Zur Spielzeit 1994 wechselte Larsson auf die Trainerbank und betreute zwei Spielzeiten den unterklassigen Klub Tomelilla IF. 1996 kehrte er als Assistenztrainer zu Malmö FF zurück und arbeitete unter Rolf Zetterlund und dessen Nachfolger Frans Thijssen. 1999 ging er abermals zu Trelleborgs FF, um beim Verein als Jugendtrainer zu arbeiten. 2002 rückte er auch hier zum Assistenztrainer, später zum Sportchef auf. Im Herbst 2014 übernahm er das Amt des Jugendtrainers bei seinem ersten Verein IFK Trelleborg. Er verstarb nach kurzer Krankheit am 8. März 2015 und hinterließ eine Frau und zwei Töchter.